# HR-Fernsehen
HR-Fernsehen (Eigenschreibweise hr FERNSEHEN) ist die Bezeichnung für das regionale Fernsehprogramm des Hessischen Rundfunks für das Land Hessen.
Mit einem Jahresmarktanteil von nur 5,2 % (2024) belegt das hr-fernsehen unter den ARD-Regionalprogrammen den letzten Platz, gemessen am Zuschaueranteil im jeweiligen Sendegebiet.

## Geschichte
Das Dritte Fernsehprogramm des Hessischen Rundfunks wurde am 5. Oktober 1964 unter dem Namen Hessisches Fernsehprogramm gegründet. Sein Sitz ist Frankfurt am Main. In den letzten Jahrzehnten wurden sowohl Name als auch Logo und Auftreten des Programms mehrfach geändert. Zwischen 1983 und 1997 hieß das Programm Hessen Drei und von 1997 bis 2004 hessen fernsehen. Seit dem 3. Oktober 2004 trägt es seinen heutigen Namen hr-fernsehen.
Bis 1975 ging das Programm im Sommer in eine mehrwöchige Sendepause. 1976 gab es ein gemeinsames Sommerprogramm mit Südwest 3, zwischen 1977 und 1986 mit West 3 und N3, seit 1987 sendet Hessen 3 im ganzen Jahr ein eigenständiges Programm.
Als einziges Drittes Programm strahlte „hessen 3“ von Januar 1985 bis Dezember 1992 Fernsehwerbung aus. Die Einnahmen sollten der Finanzierung des vierten Hörfunkprogramms (hr4) dienen. Zunächst wurden Erlöse von etwa 15 Millionen D-Mark jährlich erzielt, zuletzt betrugen sie noch etwa 12 Millionen DM. Im Rundfunkstaatsvertrag 1987 vereinbarten die Länder jedoch, dass auch in Hessen 3 keine Werbung mehr ausgestrahlt werden solle, sobald die für hr4 nötigen Mittel aus Rundfunkgebühren zur Verfügung stünden. 1988 wurde im HR-Gesetz daraufhin ein Passus aufgenommen, nach dem der hr nur noch bis Ende 1992 Werbung in Hessen 3 ausstrahlen durfte.

Logo von 1964 bis 1982
Logo von 1983 bis 1989
Logo von 1990 bis 1996
Logo von 1997 bis 2000
Logo von 2000 bis 2004
Logo von 2004 bis 2015
Logo von 2015 bis 2023
Senderkennung (Cornerlogo) von hr HD von 5. Dezember 2013 bis 3. Oktober 2023
Logo seit 2023

## Programm

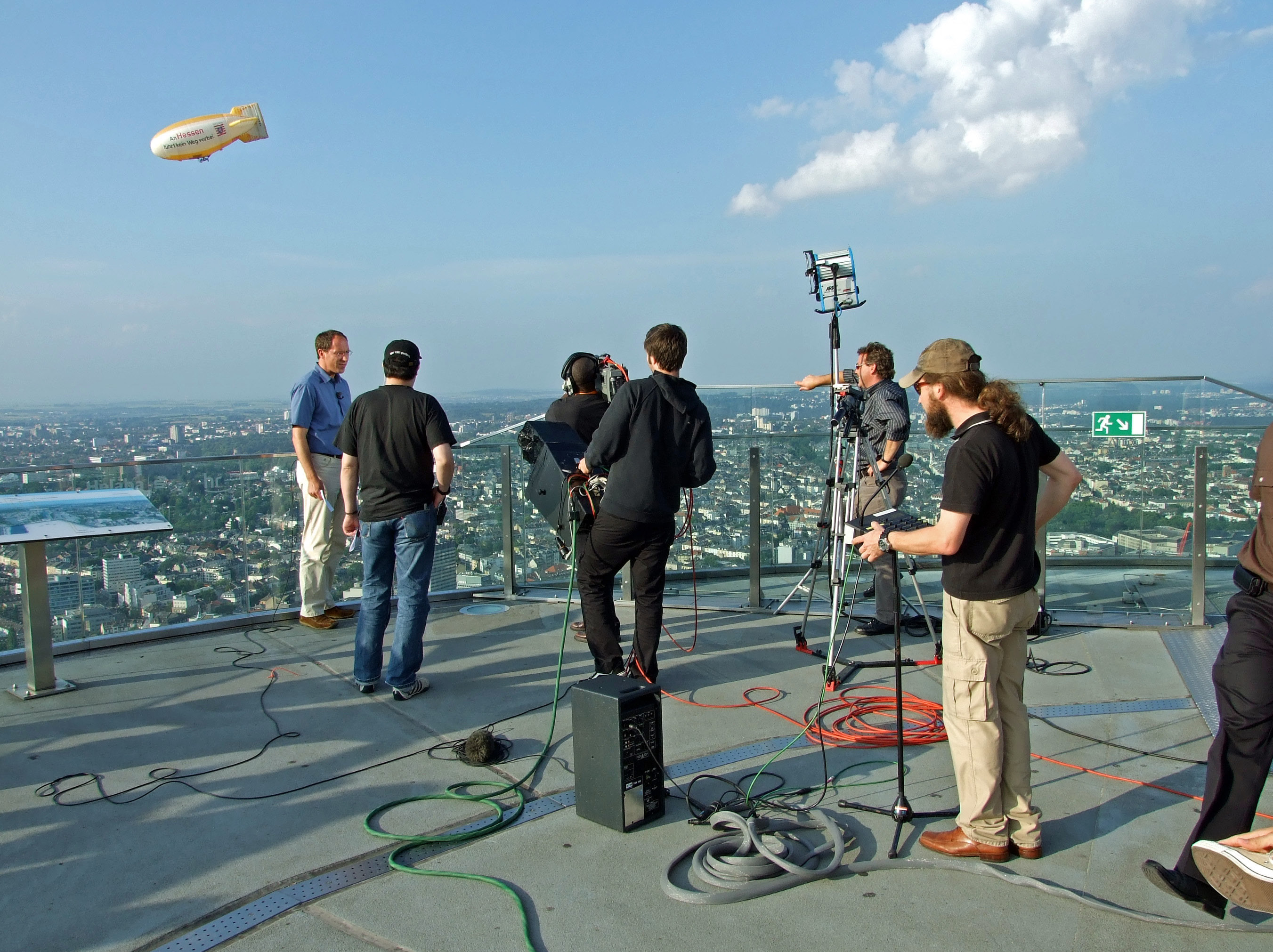
Aufnahme zu Alle wetter!

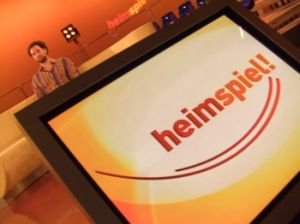
Studio der wöchentlichen Sportsendung heimspiel!

Schwerpunkt des Fernsehprogramms ist die regionale Berichterstattung. Neben dem Nachmittagsprogramm hallo hessen und Vorabend-Regionalmagazin maintower sowie einer kompakten Spätausgabe der Regionalnachrichten, der hessenschau kompakt (beide montags bis freitags) hat sich vor allem die tägliche hessenschau um 19:30 Uhr als feste Institution und quotenstärkste Sendung im Programm gefestigt.
Weitere Sendungen sind das landespolitische Magazin defacto, die Ratespiele strassenstars sowie Wer weiß es? und das Wirtschafts- und Verbrauchermagazin mex sowie das Kulturmagazin hauptsache kultur. Derzeit erfolgreichstes Format ist das sonntägliche hessenQuiz mit Jörg Bombach. Des Öfteren werden sogenannte Ranking-Shows ausgestrahlt, in denen unter anderem die „beliebtesten“ bzw. „schönsten“ Flüsse, Burgen, Berge in oder Prominente aus Hessen vorgestellt werden.
Von 1990 bis 1993 strahlte der Sender die wöchentliche Talkshow Zeil um Zehn aus und von 1999 bis 2004 montags bis freitags ab 22 Uhr die von Roberto Cappelluti moderierte Late Lounge.
Weitere eingestellte aber zeitweise erfolgreiche Formate waren die beiden Polittalkshows 3-2-1 und Vorsicht! Friedman, die erste Literatursendung im deutschen Fernsehen bücher, bücher, die Tiervermittlung herrchen gesucht, das Stadtgespräch sowie das c’t magazin.
Seit dem 5. Dezember 2013 wird das hr-fernsehen auch in HD ausgestrahlt; bis einschließlich 26. Januar 2015 erfolgte die Ausstrahlung dabei lediglich hochskaliert. Zu Ostern 2014 wurde die Dokumentation Hessen von oben testweise in nativem HD gesendet.
Seit 2001 gibt es Alle wetter!, ein ausführliches Wetter mit verschiedenen Berichten rund ums Wetter in einer Länge von 15 Minuten. Dies war am Anfang ebenfalls am 15. Januar 2001 gestarteten Boulevardmagazin maintower auf dem gleichnamigen Main Tower, seit dem 19. Juni 2006 direkt live vor der Hessenschau.

## Reichweite
Täglich erreicht das hr-fernsehen rund 4,759 Millionen Menschen bundesweit (Nettoreichweite) und rund 1,254 Millionen in Hessen (Stand 2021). Die Streaming-Nutzung der hr-Programme – größtenteils über die ARD Mediathek – nimmt immer weiter zu und beläuft sich bundesweit auf 62 Tsd. Zuschauer durchschnittlich pro Tag im Jahr 2021.

## Empfang
- Antenne (terrestrisch):
  - Digital DVB-T2 HD: Flächendeckend in allen Empfangsgebieten
- Satellit:
  - Digital DVB-S: Astra 1H; Transponder 71; 11.836 MHz Horizontal, 27.500, 3/4
  - Digital HDTV DVB-S2: Astra 1H; Transponder 61; 10 891 MHz Horizontal, 22.000, 2/3 (Ab Dezember 2013)[8]
- Kabel:
  - Digital DVB-C: Unitymedia 410 MHz, Unitymedia HD ab 1. Oktober 2015: 138 MHz, Kabel Deutschland 113 MHz; Vpid 301, Apid 302; Kabel BW 346 MHz Program ID 28108

Seit dem 25. Oktober 2016 wird hr-fernsehen HD im gesamten Kabelnetz von Unitymedia eingespeist. Somit kann man das hr-fernsehen neben Hessen nun auch in Baden-Württemberg und Nordrhein-Westfalen in HD sehen.
- Internet:
  - Das Fernsehprogramm wird live auf hr-online.de gesendet.[10] Außerdem kann es über die Plattform Telekom Entertain empfangen werden.
  - Viele Sendungen sind on-Demand abrufbar, wegen des Rundfunkänderungsstaatsvertrages jedoch meist nur sieben Tage lang. Seit 2014 ist auch eine Abfrage der Mediathek per HbbTV möglich.